# Maslak
Maslak Isztambul egyik mahalléja, egyben pénzügyi központja, mely adminisztratív szempontból Şişli kerületéhez (szemt) tartozik, a város európai oldalán, Beşiktaş mellett. 
Maslak és a szomszédos Levent Isztambul felhőkarcolóinak ad otthont. Az isztambuli metró vonalát, melynek végállomása jelenleg 4. Leventnél van, Maslak felé fogják bővíteni.
Maslak jelenlegi legnagyobb felhőkarcolója a 38 emeletes Sun Plaza, míg a legmagasabb, de még el nem készült irodaház a Diamond of Istanbul, mely három, központilag összekapcsolt toronyból fog állni, melyből a legmagasabb 53 emeletes lesz (270 m). Ez a felhőkarcoló lesz Törökország első acélépülete. Az ok, amiért beton helyett acélból készítik, az anyag földrengéskor tanúsított stabilitása.

## Külső hivatkozások
- Emporis: Skyscrapers of Maslak Archiválva 2007. március 19-i dátummal a Wayback Machine-ben
- Maslak oldala Sisli kerület honlapján